# Паново (Колосовский район)
Паново — упразднённая деревня в Колосовском районе Омской области. Входила в состав Новологиновского сельсовета. Исключена из учётных данных в 1969 г.

## География
Располагалось на гриве Бранчевской, в 11 км (по прямой) к юго-востоку от центра сельсовета села Новологиново.

## История
Основана в 1910 году. В 1928 году посёлок Пановский состоял из 34 хозяйств. В административном отношении входил в состав Кубринского сельсовета Нижне-Колосовского района Тарского округа Сибирского края. В 1937 году передан в состав Логиновского сельсовета. Исключена из учётных данных на основании протокола № 9 заседания райисполкома от 29 мая 1961 года года.

## Население
По переписи 1926 г. в поселке проживал 171 человек (84 мужчины и 87 женщин), основное население — белоруссы.